# فرمان (فیلم ۲۰۰۳)
فرمان (به انگلیسی: The Order) همچنین به عنوان گناه خوار نیز شناخته می‌شود، یک فیلم آمریکایی-آلمانی در ژانر فیلم ترسناک و معمایی به کارگردانی و نویسندگی برایان هالگلند، با بازی هیث لجر، بنو فورمان، مارک ادی، و شانین سوسامون محصول سال ۲۰۰۳ میلادی است. این فیلم دومین همکاری هالگلند با لجر، ادی و سوسامون بعد از فیلم داستان یک شوالیه (۲۰۰۱) است.

## داستان
کشیشی جوان به رم فرستاده می شود تا در مورد مرگ مشکوک رهبر فرقه خود تحقیق کند.

## بازیگران
- هیث لجر در نقش الکس برنیه
- شانین سوسامون در نقش مارا ویلیامز
- بنو فورمان در نقش ویلیام ادن
- مارک ادی در نقش توماس گرت
- پیتر ولر در نقش دریسکل
- فرانچسکو کارنلوتی در نقش دومینیک
- آدام تومر در نقش چاک
- جان کارلسن